# 第719歩兵師団 (ドイツ国防軍)
第719歩兵師団(719. Infanterie-Division)は、ドイツ陸軍の歩兵師団である。1941年に編成されオランダの占領軍として駐屯していた。

## 概要
第719歩兵師団は、1941年5月3日、第3軍管区の交替部隊から歩兵師団として編成された。1941年6月、オランダのアントワープ地区に占領軍として移動し、翌年まで駐屯していた。
1944年、ノルマンディー上陸作戦の後連合軍がベルギーに進出した後、師団はアントワープ近郊の第1降下猟兵軍の守備区間に移動した。同師団はその後、メルクセム近くのマース川及びスヘルデ川に沿って第15軍の一翼を防衛することになり、師団はヴェンスドレヒトとブレダ近郊で戦った。
1945年2月、第1軍と共にザールラウテルン近郊のオエティン地区に配備され、師団は1945年3月～4月の間におけるプファルツ地方での撤退戦で壊滅する。 4月14日、オーバー・ラインの第19上級司令部(AOK.19)により師団は再編され、終戦間際にミュンジンゲン近郊で米軍に降伏した。

## 備考

### 作戦地域
| 年     | 月日    | 軍団 (Armee-Korps)                                                    | 軍 (Armee)                          | 軍集団 (Heeresgruppe)    | 師団本部                  |
| ------ | ------- | --------------------------------------------------------------------- | ----------------------------------- | ------------------------ | ------------------------- |
| 1941年 | 5月     | -                                                                     | -                                   | -                        | 第3軍管区 (Wehrkreis III) |
| 1941年 | 6月     | オランダ占領軍司令部 (Kommandeur der dt. Truppen in den Niederlanden) | -                                   | -                        | ドルドレヒト              |
| 1942年 | 1月     | オランダ占領軍司令部 (Kommandeur der dt. Truppen in den Niederlanden) | -                                   | -                        | ドルドレヒト              |
| 1942年 | 7月     | 第88軍団 (XXXII. Armeekorps)                                          | -                                   | D軍集団 (Heeresgruppe D) | ドルドレヒト              |
| 1943年 | 1月     | 第88軍団 (XXXII. Armeekorps)                                          | -                                   | D軍集団 (Heeresgruppe D) | ドルドレヒト              |
| 1944年 | 1月     | 第88軍団 (XXXII. Armeekorps)                                          | -                                   | D軍集団 (Heeresgruppe D) | ドルドレヒト              |
| 1944年 | 5月     | 第88軍団 (XXXII. Armeekorps)                                          | -                                   | B軍集団 (Heeresgruppe B) | ドルドレヒト              |
| 1944年 | 9月     | 第88軍団 (XXXII. Armeekorps)                                          | 第1降下猟兵軍 (1. Fallschirm-Armee) | B軍集団 (Heeresgruppe B) | アントウェルペン          |
| 1944年 | 10月    | 第67軍団 (LXVII. Armeekorps)                                          | 第15軍 (15. Armee)                  | B軍集団 (Heeresgruppe B) | オランダ国境周辺          |
| 1944年 | 12月    | 自由運用 (z. Vfg.)                                                    | 第15軍 (15. Armee)                  | H軍集団 (Heeresgruppe H) | オランダ国境周辺          |
| 1945年 | 1月     | 再編                                                                  | -                                   | -                        | -                         |
| 1945年 | 1月中旬 | 第85軍団                                                              | 第1軍 (1. Armee)                    | G軍集団 (Heeresgruppe G) | ザールプファルツ          |
| 1945年 | 4月     | 所在不明                                                              | -                                   | -                        | -                         |

### 戦闘序列
(1942年)
- 第723歩兵連隊

(Infanterie-Regiment 723)
- 第743歩兵連隊

(Infanterie-Regiment 743)
- 第663砲兵大隊

(Artillerie-Abteilung 663)
- 第719師団附属諸隊

(Divisionseinheiten 719)
(1944年)
- 第723擲弾兵連隊

(Grenadier-Regiment 723)
- 第743擲弾兵連隊

(Grenadier-Regiment 743)
- 第766擲弾兵連隊

(Grenadier-Regiment 766)
- 師団属第719軽歩兵大隊

(Divisions-Füsilier-Bataillon 719)
- 第1719砲兵連隊

(Artillerie-Regiment 1719)
- 第719工兵大隊

(Pionier-Bataillon 719)
- 第719師団附属諸隊

(Divisionseinheiten 719)
(1945年)
- 第723擲弾兵連隊

(Grenadier-Regiment 723)
- 第743擲弾兵連隊

(Grenadier-Regiment 743)
- 第766擲弾兵連隊

(Grenadier-Regiment 766)
- 第719軽歩兵大隊

(Füsilier-Bataillon 719)
- 第1719砲兵連隊

(Artillerie-Regiment 1719)
- 第719工兵大隊

(Pionier-Bataillon 719)
- 第719師団附属諸隊

(Divisionseinheiten 719)